# A Night of Ren
A Night of Ren er en dansk børnefilm fra 2018 instrueret af Kenny Duerlund.

## Handling
Star Wars-fanfilm der tager seerne med til en tid mellem Star Wars: The Force Awakens og Star Wars: The Last Jedi. Ren-ridderen Killian beslutter sig for at vende ryggen til mørket men bliver hurtigt indhentet af sin årelange ven og kollega, T’Kaar.